# Kanton Vittel
Vittel is een kanton van het departement Vogezen in Frankrijk. Het kanton maakt deel uit van het arrondissement Neufchâteau.

## Geschiedenis
Bij de herindeling van de kantons door het decreet van 27 februari 2014, met uitwerking op 22 maart 2015, werd het aangrenzende kanton Bulgnéville opgeheven en werden de gemeenten opgenomen in het kanton Vittel. Het aantal gemeenten in het kanton nam hierdoor toe van 21 naar 45.

## Gemeenten
Het kanton Vittel omvat de volgende gemeenten:
- Aingeville
- Aulnois
- Auzainvilliers
- Bazoilles-et-Ménil
- Belmont-sur-Vair
- Bulgnéville
- Contrexéville
- Crainvilliers
- Dombrot-le-Sec
- Dombrot-sur-Vair
- Domèvre-sous-Montfort
- Domjulien
- Estrennes
- Gemmelaincourt
- Gendreville
- Hagnéville-et-Roncourt
- Haréville
- Lignéville
- Malaincourt
- Mandres-sur-Vair
- Médonville
- Monthureux-le-Sec
- Morville
- La Neuveville-sous-Montfort
- Norroy
- Offroicourt
- Parey-sous-Montfort
- Rancourt
- Remoncourt
- Rozerotte
- Saint-Ouen-lès-Parey
- Saint-Remimont
- Saulxures-lès-Bulgnéville
- Sauville
- Suriauville
- They-sous-Montfort
- Thuillières
- Urville
- La Vacheresse-et-la-Rouillie
- Valfroicourt
- Valleroy-le-Sec
- Vaudoncourt
- Vittel (hoofdplaats)
- Viviers-lès-Offroicourt
- Vrécourt